# Њу Хоуп (Пенсилванија)
Њу Хоуп (енгл. New Hope) град је у америчкој савезној држави Пенсилванија.

## Демографија
По попису из 2010. године број становника је 2.528, што је 276 (12,3%) становника више него 2000. године.
| Група             | 2000.         | 2010.         |
| Белци             | 2.069 (91,9%) | 2.240 (88,6%) |
| Афроамериканци    | 25 (1,1%)     | 27 (1,1%)     |
| Азијати           | 19 (0,8%)     | 47 (1,9%)     |
| Хиспаноамериканци | 125 (5,6%)    | 185 (7,3%)    |
| Укупно            | 2.252         | 2.528         |